# David Rumsey

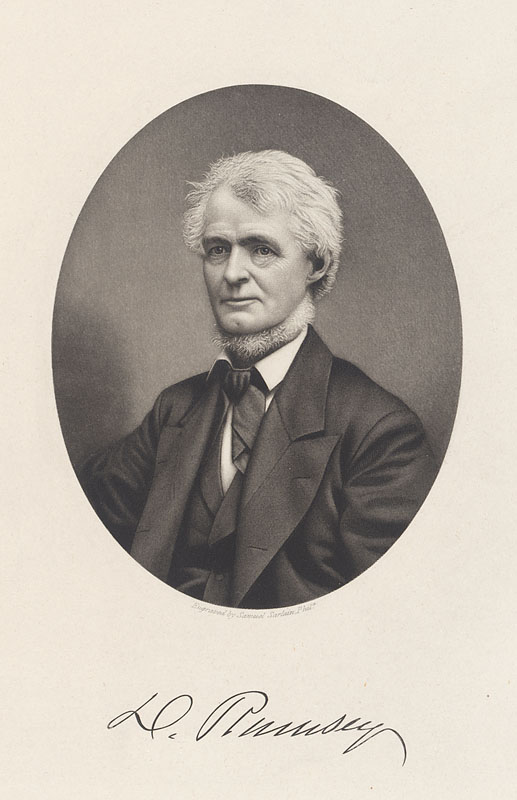
David Rumsey

David Rumsey (* 25. Dezember 1810 in Salem, Washington County, New York; † 12. März 1883 in Bath, New York) war ein US-amerikanischer Rechtsanwalt, Richter und Politiker.

## Werdegang
David Rumsey besuchte die Schule in Auburn und dann das Hobart College in Geneva. Danach studierte er Jura, bekam 1831 seine Zulassung als Anwalt und fing dann in Bath an zu praktizieren. Er war zwischen 1840 und 1844 als Vormundschafts- und Nachlassrichter (Surrogate) tätig. Ferner hielt er viele lokale Ämter.
Rumsey wurde als Whig in den 30. und den 31. US-Kongress gewählt, wo er zwischen dem 4. März 1847 und dem 3. März 1851 tätig war. Nach dem Amerikanischen Bürgerkrieg war er 1867 als Delegierter bei der verfassungsgebenden Versammlung von New York tätig. Darüber hinaus war er Mitglied der Kommission, welche 1872 den Zusatzartikel zu der Verfassung von New York stellte. Rumsey wurde 1873 zum beisitzenden Richter (associate justice) am New York Supreme Court ernannt, um dort eine bestehende Vakanz zu füllen. Im Herbst des nachfolgenden Jahres wurde er in das gleiche Amt gewählt.
Sein Haus, besser bekannt als das Campbell-Rumsey House, wurde 1983 in das National Register of Historic Places aufgenommen.